# St. Gallus (Esbeck)

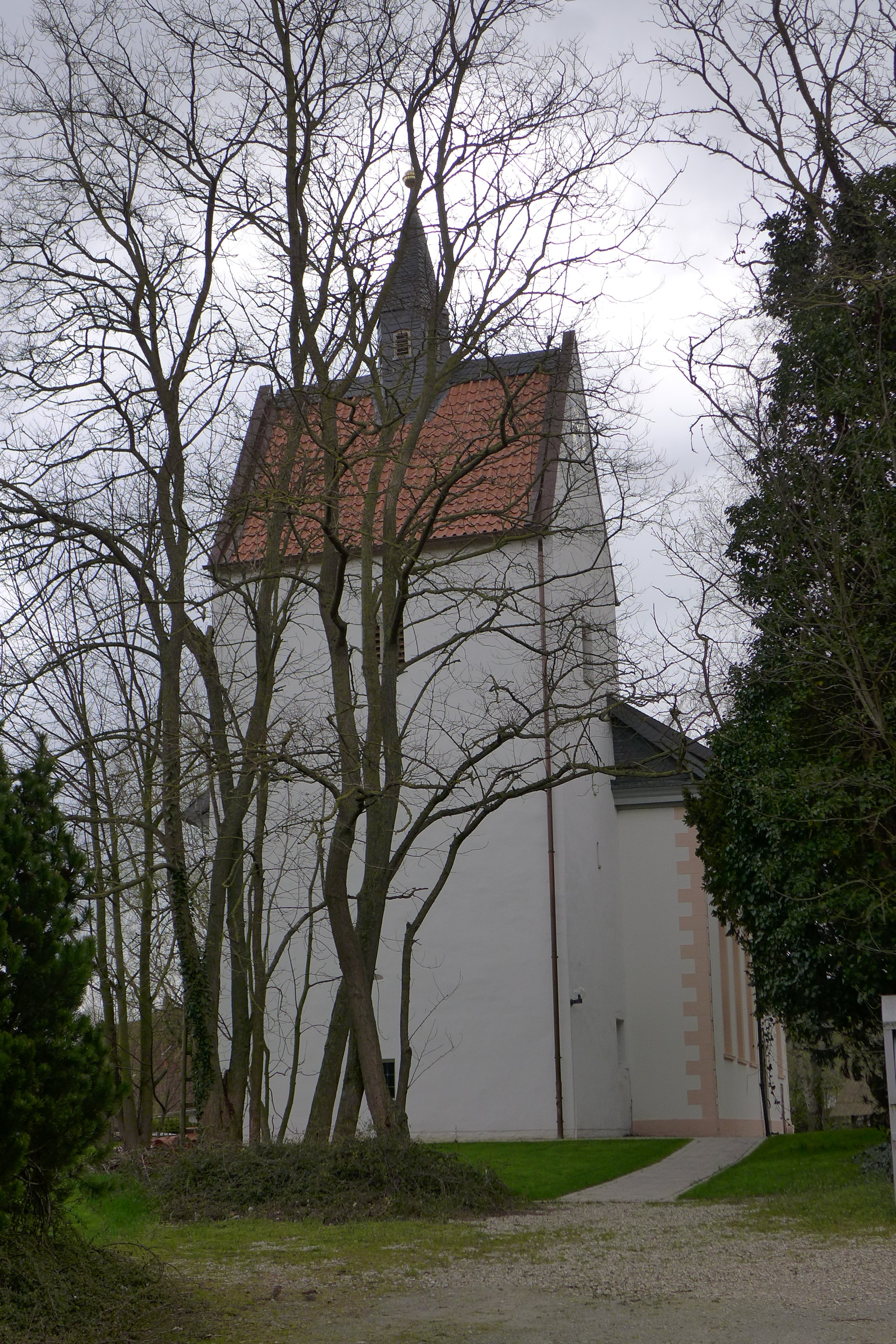
St. Gallus

Die evangelisch-lutherische denkmalgeschützte Kirche St. Gallus steht in Esbeck, einem Ortsteil der Stadt Elze im Landkreis Hildesheim in Niedersachsen. Die Kirchengemeinde Esbeck fusionierte mit der Kirchengemeinde Mehle und bildete mit ihr die neue Kirchengemeinde Mehle-Sehlde-Esbeck. Diese gehört zum Kirchenkreis Hildesheimer Land-Alfeld im Sprengel Hildesheim-Göttingen der Evangelisch-lutherischen Landeskirche Hannovers.

## Geschichte
Die Kirche entstand zwischen 1163 und 1200. Das in Niedersachsen seltene Patrozinium lässt auf die Erbauung unter Heinrich den Löwen schließen, der Reliquien aus St. Gallen eingeführt hatte. Die Kirche wurde 1623 durch Söldner Tillys niedergebrannt. Bald nach Ende des Dreißigjährigen Krieges wurde sie wieder instand gesetzt. Auf Veranlassung von Christoph Friedrich von Hardenberg, Sohn von Christian Ulrich von Hardenberg, der das Kirchenpatronat innehatte, wurde sie 1729/30 zur barocken Saalkirche umgestaltet.

## Beschreibung
Der Kirchturm im Westen vom romanischen Vorgängerbau ist erhalten geblieben. Das langgestreckte Kirchenschiff mit fünfseitigem Abschluss des Chors wurde, von den Ecksteinen abgesehen, aus verputzten Bruchsteinen 1729/30 errichtet. Der Turm ist mit einem querliegenden Satteldach bedeckt, aus dem sich ein kleiner schiefergedeckter Dachreiter erhebt, in dem die um 1300 gegossene Schlagglocke hängt. Bedeckt ist der Dachreiter mit einem spitzen Zeltdach. Die Schmalseiten des Turms nach Süden und Norden enden in Dreiecksgiebeln. Im Glockenstuhl, in dem eine Kirchenglocke hängt, die 1527 gegossen wurde, ist nach Süden, Westen und Norden je ein Biforium als Klangarkade.
Der mit einer geputzten Flachdecke aus Brettern überspannte Innenraum wird durch eine doppelgeschossige u-förmige Empore in drei Teile gegliedert, deren Stützen bis an die Decke reichen. Zur Kirchenausstattung gehört ein Altar aus der ersten Hälfte des 19. Jahrhunderts, der als Portikus gestaltet ist. Die Kanzel wurde bereits um 1729/30 errichtet, das farbig gefasste runde Taufbecken ist mit 1731 datiert. Auf der Empore im Westen steht ein barocker Prospekt. In dieses wurde 1862/63 eine Orgel mit 20 Registern, verteilt auf zwei Manuale und ein Pedal, von Philipp Furtwängler & Söhne eingebaut, die 1959 durch Emil Hammer renoviert wurde. Eine Instandsetzung wurde 1983/84 durch die Gebrüder Hillebrand durchgeführt.